# ایرلاینز پی‌ان‌جی
ایرلاینز پی‌ان‌جی (به انگلیسی: Airlines PNG) یک شرکت هواپیمایی با کد یاتا CG است که در تاریخ ۱۹۸۷ میلادی تأسیس شده‌است. دفتر مرکزی ایرلاینز پی‌ان‌جی در فرودگاه بین‌المللی جکسنز واقع شده‌است و قطب این شرکت هواپیمایی در فرودگاه بین‌المللی جکسنز قرار دارد و به ۲۸ مقصد، پرواز انجام می‌دهد.